# I.M
Im Changkyun (coréen : 임창균), mieux connu sous son nom de scène I.M (coréen : 아이엠), est un rappeur et chanteur sud-coréen né le 26 janvier 1996 à Gwangju. Il commence sa carrière musicale au sein du boys band sud-coréen Monsta X, formé en 2015 par l'agence sud-coréenne Starship Entertainment, où il occupe la position de rappeur secondaire et maknae (plus jeune membre du groupe).

## Biographie

### Jeunesse
Im Changkyun est né le 26 janvier 1996. Dans son enfance, Il avoue avoir habité dans plusieurs pays différents. Ainsi, il aurait vécu 3 ans aux États-Unis (plus précisément à Boston) et 4 ans en Israël.

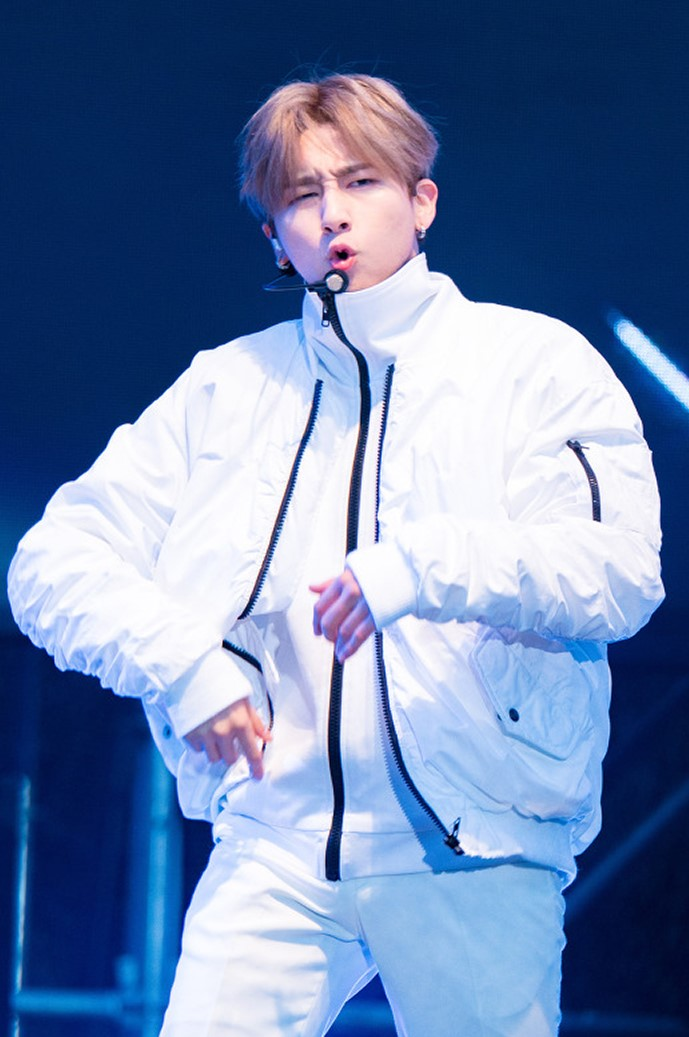
I.M en 2016.

Lors d'un fan-meeting, I.M a dévoilé quelques détails concernant son adolescence. D'après ses propres confidences, il est arrivé en Corée du Sud lors de sa deuxième année de lycée et à cette époque, il aurait commencé à apprendre le coréen. Il se prédestinait à étudier dans le domaine scientifique. Néanmoins, passionné par la musique, il décida de changer d'orientation et d'en faire son métier quelque temps plus tard.

### Carrière
Dès décembre 2014, le programme musical télévisé NO.MERCY est diffusé par l'agence Starship Entertainment, en Corée du Sud. L'émission est en réalité une compétition ayant pour but de sélectionner parmi les stagiaires de l'agence, les futurs membres de son nouveau boys band. NO.MERCY démarre le 10 décembre 2014. I.M est alors stagiaire de l'agence depuis 2012 mais ne participe pas à la compétition lors des premiers épisodes diffusés. Il intégrera l'émission bien après les autres stagiaires. Les débuts d'I.M au sein de l'émission se font beaucoup remarquer notamment car il ne parvient pas à s'intégrer. En effet, il est alors considéré comme un membre ''additionnel'' et lors de son arrivée, un accueil distant et froid lui est réservé par les autres concurrents. La raison de ce rejet est alors clairement expliqué par les autres stagiaires : I.M a été ajouté à l'émission sans même devoir passer par des épreuves d'éliminations auquel les autres concurrents ont dû faire face pour garder leur place dans la compétition. Considérant cela comme injuste, I.M est alors très souvent rejeté par les autres et exprimera, au cours de l'émission, sa profonde peine face à ce rejet,.
Finalement, la diffusion de NO.MERCY se termine le 11 février 2015 par l'annonce des vainqueurs de la compétition, donc des stagiaires choisis pour former le nouveau boys band[réf. nécessaire]. I.M est alors annoncé comme étant le sixième stagiaire sélectionné pour rejoindre le groupe. Depuis, il occupe la position de rappeur secondaire ainsi que de maknae au sein du groupe Monsta X. Ses relations avec les autres membres semblent s'être très largement améliorées.

## Discographie

### Mini-albums (EP)
| Titre     | Détails |
| --------- | --- |
| Duality   | - Date de sortie : 19 février 2021 - Label : Starship Entertainment - Formats : Téléchargement numérique, streaming, vinyle  |
| Overdrive | - Date de sortie : 23 juin 2023 - Label : Sony Music Entertainment Korea - Formats : CD, téléchargement numérique, streaming |